# الیزابت تورسینبایوا
الیزابت تورسینبایوا (قزاقی: Элизабет Тұрсынбаева, Elizabet Tūrsynbaeva; متولد ۱۴ فوریه ۲۰۰۰) یک اسکیت‌باز نمایشی بازنشسته از قزاقستان است. او برنده مدال نقره قهرمانی‌های جهانی ۲۰۱۹، مدال نقره چهار قاره ۲۰۱۹، قهرمان Ice Star ۲۰۱۷، مدال نقره فنلاندیا ۲۰۱۸، مدال نقره گلدن اسپین زاگرب ۲۰۱۵، مدال نقره المپیاد زمستانی ۲۰۱۹ و سه‌بار قهرمان قهرمان ملی قزاقستان (۲۰۱۵–۲۰۱۷) است. او در المپیک زمستانی ۲۰۱۸ در رتبه دوازدهم قرار گرفت. با موفقیت اجرای جهش چهارگانه سالچو در قهرمانی‌های جهانی ۲۰۱۹، تورسینبایوا اولین اسکیت‌باز زن است که در رقابت‌های بین‌المللی بزرگسالان جهش چهارگانه انجام داده است.
تورسینبایوا در رده‌های جوانان به رقابت پرداخت و در المپیاد جوانان زمستانی ۲۰۱۶ مدال برنز و در دو رویداد ISU Junior Grand Prix مدال نقره کسب کرد.
تورسینبایوا در المپیک زمستانی ۲۰۱۸ در رتبه دوازدهم قرار گرفت و در فصل اسکیت نمایشی ۲۰۱۹–۲۰ به‌عنوان بیستمین اسکیت‌باز برتر اسکیت تک‌نفره زن در جهان از سوی اتحادیه جهانی اسکیت شناخته شد.
در سپتامبر ۲۰۲۱، او به‌دلیل آسیب مزمن کمر از دنیای حرفه‌ای اسکیت خداحافظی کرد.

## زندگی شخصی
الیزابت تورسینبایوا در ۱۴ فوریه ۲۰۰۰ در مسکو، روسیه به دنیا آمد. او دختر پدیشاهان سلطانالیوا و بیتاک تورسینبایف است. خانواده او اصالتاً از قزاقستان هستند. برادر او، تیمور تورسینبایف، که دو سال از او بزرگتر است، دو بار قهرمان ملی اسکیت نمایشی قزاقستان شده است. تورسینبایوا همچنین یک ویولنیست حرفه‌ای است و می‌تواند پیانو نیز بنوازد. او در یک مدرسه موسیقی ویژه در مسکو تحصیل کرده است. او و مادرش در مه ۲۰۱۵ به تورنتو، انتاریو، کانادا نقل مکان کردند و در آنجا در خانه تحصیل می‌کرد. در ۲۰۱۸ آنها به مسکو، روسیه بازگشتند. تورسینبایوا به زبان‌های روسی و انگلیسی صحبت می‌کند.